# Brachiopsilus
Brachiopsilus es un género de peces de la familia Brachionichthyidae, del orden Lophiiformes. Este género marino fue descrito por primera vez en 2009 por Peter R. Last y Daniel C. Gledhill.

## Especies
Especies reconocidas del género:
- Brachiopsilus dianthus Last & Gledhill, 2009
- Brachiopsilus dossenus Last & Gledhill, 2009
- Brachiopsilus ziebelli Last & Gledhill, 2009

### Lectura recomendada
- Last, P.R.; Gledhill, D.C. 2009: A revision of the Australian handfishes (Lophiiformes: Brachionichthyidae), with descriptions of three new genera and nine new species. Zootaxa, 2252: 1-77.